# Kroeberagrot
De Kroeberagrot, ook Kroebera-Voronia-grot of Voronjagrot genoemd, is de diepst bekende grot ter wereld. De grot bevindt zich in het Arabikamassief van het Gagragebergte in Abchazië, een de facto afgescheiden autonome republiek van Georgië. De grot maakt deel uit van het Arabika-grottenstelsel.

## Naam
Sovjet-speleologen die de grot in de jaren zestig verkenden, noemden hem naar de Russische geograaf Alexander Kroeber. De alternatieve naam Voronjagrot betekent letterlijk kraaien]grot in het Russisch en werd in de jaren 1980 door speleologen uit Kiev aan de grot gegeven vanwege de kraaien die in de ingangsput nestelden. In de periode 1968 tot ongeveer 1983 stond de grot bekend als Sibirskajagrot (Siberische grot), zo genoemd omdat een nieuw expeditieteam bestond uit drie speleologen uit de Siberische steden Krasnojarsk, Novosibirsk en Tomsk.

## Diepte

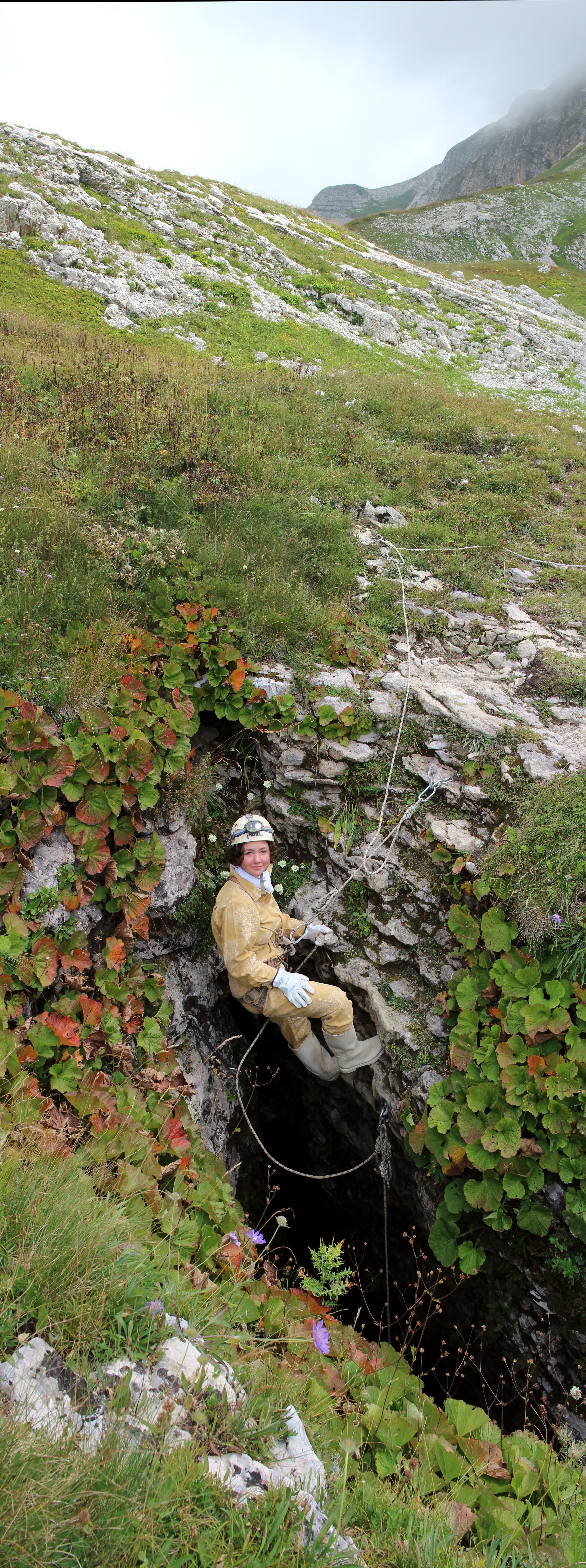
De bovenste ingang van de grot in het Arabikamassief.

Het hoogteverschil in de grot bedraagt 2224 (±10) meter. Deze totale diepte werd in etappes ontdekt. In 2001 werd door een Russisch-Oekraïens team een diepte gemeten van 1710 meter. In 2004 werden diepere delen bereikt door drie expedities. In dat jaar passeerde een Oekraïens team voor het eerst in de geschiedenis van de speleologie het 2000-meterpunt. In oktober 2005 werd een nieuw en tot dan onbekend stuk van de grot ontdekt door het CAVEX-team, waardoor de totale geregistreerde diepte van de grot nog verder toenam. Deze expeditie stelde de totale diepte van de grot vast op 2140 (±9) meter.
In latere jaren werd de grot steeds een stukje dieper gemeten tot 2197 meter in 2013. In 2017 werd de Kroeberagrot qua diepte ingehaald door de nabijgelegen Veriovkinagrot, die op ongeveer 2210 meter werd gemeten. In augustus 2024 werd de Kroeberagrot door een Russische expeditie enkele tientallen meters dieper gemeten dan voorheen, met een totale diepte van 2224 (± 10) meter, waarmee ze weer de diepste grot in de wereld werd. De grot heeft in totaal een zestal ingangen, die allen boven de 2000 meter boven zeeniveau liggen.

## Verkenning
Een aantal belangrijke gebeurtenissen uit de geschiedenis van het verkennen van de grot zijn:
- 1960: Georgische karstverkenners vinden de grot, en verkennen deze tot 180 meter diepte.
- 1968: Een Pools-Russisch team ontdekt drie grotten in het grottenstelsel: de Siberische Grot, Afgrond van Henrich en de Berchilgrot.
- Begin jaren 80: Kievclub. De grot wordt verkend tot 340 meter diepte.
- 1999 - augustus: Oekraïens team bereikt een diepte van 700 meter.
- 2000 - augustus: een tweede Oekraïens team verkent de grot tot 1200 meter diepte.
- 2000 - september: een team bereikt een diepte van 1410 meter.
- 2001 - januari: Een Russisch-Oekraïens team bereikt een diepte van 1710 meter.
- 2003 - augustus: Cavex en Kievclub. Er wordt een nieuwe doorgang ontdekt naar een diepte van 1660 meter.
- 2004 - juli: Cavex team. Er wordt een diepte bereikt van 1820 meter.
- 2004 - augustus: UkrSA. Een zijgang op 1660 meter diepte leidt naar een doorgang tot 1824 meter diepte.
- 2004 - oktober: UkrSA. Een team bereikt 2080 meter diepte. Voor het eerst in de geschiedenis van de speleologie wordt de 2000 meter diepte grens overschreden in een grot.
- 2005 - januari: Cavex. Deze expeditie werd afgeblazen daar de helikopter die het team naar de berg moest brengen neerstortte. Er vielen geen doden.
- 2005 - juli: Cavex. Er wordt een diepte van 2140 meter bereikt.
- 2007 - september: Aleksandr Klimtsjoek verkent de grot op een diepte van 2190 meter, het huidige wereldrecord.